# 10287 Smale
10287 Smale eller 1982 UK7 är en asteroid i huvudbältet som upptäcktes den 21 oktober 1982 av den rysk-sovjetiska astronomen Ljudmila Karatjkina vid Krims astrofysiska observatorium på Krim. Den är uppkallad efter den amerikanske matematikern Stephen Smale.
Asteroiden har en diameter på ungefär elva kilometer.